# Resorpcja
Resorpcja (łac. resorptio z łac. resorbo – wchłaniam, pochłaniam), wchłanianie – proces przenikania substancji przez powierzchnie. 
Pojęcie stosowane w biologii i medycynie, gdzie może oznaczać w zależności od kontekstu różne zjawiska: 
- wchłanianie pokarmu – kiedy pokarm przenika przez powierzchnie jelita cienkiego[3];
- resorpcja w nerkach (wchłanianie zwrotne) – kiedy to woda[3], niektóre jony (np. potasu, sodu), aminokwasy oraz glukoza w procesie powstawania moczu przenikają przez powierzchnie nabłonków w kanalikach nerkowych[4];
- resorpcja kości – powolne wchłanianie składników mineralnych kości prowadzące do jej wymiany lub zaniku. W zdrowym organizmie jest ona procesem naturalnym, prowadzącym do odnowy tkanki kostnej. Wzmożona resorpcja kości jest jednym z objawów osteoporozy[5];
- resorpcja płodu  – rozłożenie i wchłonięcie martwego płodu w macicy[5].